# São Gonçalo do Sapucaí
São Gonçalo do Sapucaí este un oraș în Minas Gerais (MG), Brazilia.